# Volga (South Dakota)
Volga ist eine Kleinstadt (mit dem Status „City“) im Brookings County im US-amerikanischen Bundesstaat South Dakota. Das U.S. Census Bureau hat bei der Volkszählung 2020 eine Einwohnerzahl von 2113 ermittelt.

## Geografie
Volga liegt im Osten South Dakotas, rund einen Kilometer westlich des Big Sioux River. Die Grenze zu Minnesota befindet sich rund 40 km östlich. Die geografischen Koordinaten von Volga sind 44°19′25″ nördlicher Breite und 96°55′35″ westlicher Länge. Das Stadtgebiet erstreckt sich über eine Fläche von 2,36 km².
Benachbarte Orte von Volga sind Bruce (16,4 km nordnordöstlich), Brookings (11,4 km östlich), Nunda (26,9 km südwestlich), Sinai (17,9 km in der gleichen Richtung) und Arlington (21 km westnordwestlich).
Die nächstgelegenen größeren Städte sind Sioux Falls (108 km südlich), Fargo in North Dakota (314 km nördlich) und Minnesotas größte Stadt Minneapolis (352 km ostnordöstlich).

## Verkehr
Rund 15 km östlich von Volga verläuft die Interstate 29, die die kürzeste Verbindung von Kansas City in Missouri nach Winnipeg in der kanadischen Provinz Manitoba bildet. Der U.S. Highway 14 führt in West-Ost-Richtung als Hauptstraße durch das Stadtgebiet von Volga. Alle weiteren Straßen sind untergeordnete Landstraßen, teils unbefestigte Fahrwege sowie innerstädtische Verbindungsstraßen.
In West-Ost-Richtung verläuft eine Eisenbahnstrecke der Canadian Pacific Railway durch das Stadtgebiet von Volga.
Mit dem Brookings Regional Airport liegt 11,3 km östlich ein kleiner Flugplatz. Die nächsten größeren Flughäfen sind der Sioux Falls Regional Airport (104 km südlich), der Hector International Airport in Fargo (317 km nördlich) und der Minneapolis-Saint Paul International Airport (348 km ostnordöstlich).

## Demografische Daten
Nach der Volkszählung im Jahr 2010 lebten in Volga 1768 Menschen in 734 Haushalten. Die Bevölkerungsdichte betrug 749,2 Einwohner pro Quadratkilometer. In den 734 Haushalten lebten statistisch je 2,41 Personen.
Ethnisch betrachtet setzte sich die Bevölkerung zusammen aus 98,2 Prozent Weißen, 0,3 Prozent Afroamerikanern, 0,4 Prozent amerikanischen Ureinwohnern, 0,3 Prozent Asiaten sowie 0,3 Prozent aus anderen ethnischen Gruppen; 0,5 Prozent stammten von zwei oder mehr Ethnien ab. Unabhängig von der ethnischen Zugehörigkeit waren 2,7 Prozent der Bevölkerung spanischer oder lateinamerikanischer Abstammung.
26,5 Prozent der Bevölkerung waren unter 18 Jahre alt, 60,0 Prozent waren zwischen 18 und 64 und 13,5 Prozent waren 65 Jahre oder älter. 50,8 Prozent der Bevölkerung war weiblich.

Das mittlere jährliche Einkommen eines Haushalts lag bei 49.400 USD. Das Pro-Kopf-Einkommen betrug 21.401 USD. 12,1 Prozent der Einwohner lebten unterhalb der Armutsgrenze.